# Vargem Alta
Vargem Alta is een gemeente in de Braziliaanse deelstaat Espírito Santo. De gemeente telt 20.066 inwoners (schatting 2009).
De gemeente grenst aan Domingos Martins, Itapemirim, Rio Novo do Sul, Alfredo Chaves, Cachoeiro de Itapemirim en Castelo.